# Google
Google je ameriško podjetje, ustanovljeno leta 1998, njegova najbolj znana izdelka sta istoimenski spletni iskalnik Google in  spletni brskalnik Google Chrome. Poleg tega pa razvija tudi druge storitve in izdelke, kot so Google Sites, Google Analitics, Google Maps, Gmail, G Suite, Google Talk, spletni prevajalnik Google Translate, Google AdWords in YouTube.
Google je nastal leta 1996 kot projekt spletnega iskalnika, ki sta ga razvijala stanfordska študenta Larry Page in Sergey Brin. Iskalnik je deloval na naslovu http://google.stanford.edu, leta 1997 pa je bila registrirana domena google.com. Leto kasneje je bilo ustanovljeno istoimensko podjetje s sedežem v Kaliforniji. Kompleks zgradb, v kateri deluje vodstvo podjetja, imenujejo Googleplex. Etimologija imena podjetja je povezana s številom gugol, {\displaystyle 10^{100}\,\!}.

## Delovanje iskalnika
Google vsebuje tri dele, vsak del posebej je del distribucijske mreže tisočih poceni računalnikov in lahko hkrati opravljajo vzporedno procesiranje, to pomeni metodo, v kateri je mnogo izračunavanj opravljenih vzporedno, kar omogoča hitrejše procesiranje.
- »Googlebot«, spletni iskalnik, ki samodejno išče nove spletne strani.
- »Indexer«, ki shrani vsako besedo na vsaki strani kar posledično naredi ogromno podatkovno bazo.
- »Query processor«, ki primerja naše želeno iskanje s svojo podatkovno bazo in izpiše zadetke dokumentov, v katerih je našel omenjene ali podobne izraze.

### Googlebot, spletni iskalec
Googlebot je spletni pajek, avtomatiziran iskalnik, ki poišče strani na svetovnem spletu in jih preda Google Indexerju. Po navadi si Googlebot predstavljamo kot majhnega pajka, ki pleza po mreži svetovnega spleta, ampak v resnici Googlebot deluje podobno kot spletni brskalnik, se pravi pošilja zahtevke strežniku, na katerem je spletna stran, shrani celotno stran ter jo preda Google Indexerju. Googlebot z velikim številom računalnikov išče spletne strani veliko hitreje kakor človek prek internetnega iskalnika. Hkrati lahko pregleduje tudi več tisoč strani. Googlebot si zapiše strani na dva načina: preko spletnega naslova, www.google.com/addurl.html, ter preko iskalca

### Google Indexer
Googlebot preda indekserju popolna besedila ter naslove strani, kjer jih je našel. Ta besedila indekser shrani v podatkovno bazo. Ta indeks je razvrščen po abecedi. Za izboljšanje iskanja, Google ne upošteva (ne dodaja v indeks) pogostih besed ali stop words (kot so the, is, on, or, of, how, why, kot tudi enomestne številke ali znaki). Stop words so tako pogoste, da skoraj nič ne pripomorejo k iskanju, zato jih lahko izključimo že mi. Indexer tudi ignorira odvečne presledke ter velike in male črke zaradi hitrejšega delovanja.

### Google Query Processor
Googlebot je iskalni robot, ki poišče strani na svetovnem spletu in jih preda Google Indexer-ju. Po navadi si Googlebot predstavljamo kot majhnega pajka, ki pleza po mreži svetovnega spleta, ampak v resnici Googlebot deluje podobno kot Google, se pravi pošilja pakete z zahtevami strežniku, na katerem je spletna stran, shrani celotno stran ter jo preda Google Indexer-ju. Googlebot z velikim številom računalnikov išče spletne strani veliko hitreje kakor Google. Hkrati lahko pregleduje tudi več tisoč strani. Googlebot si zapiše strani na dva načina: preko spletnega naslova, www.google.com/addurl.html, ter preko iskalca.